# Swingfield
Swingfield – wieś i civil parish w Anglii, w Kent, w dystrykcie Folkestone and Hythe. W 2011 civil parish liczyła 1227 mieszkańców.